# Beyond man and time
Beyond man and time is een studioalbum van de Duitse band RPWL. Het album is een conceptalbum opgenomen in de Diefarm geluidsstudio in Duitsland. De muziek is een terugkeer naar de progressieve rock die de band in eerdere jaren speelde, waarbij een grote invloed van Pink Floyd hoorbaar is. Het concept bestaat uit Plato en Zarathustra van Friedrich Nietzsche. 

## Musici
- Yogi Lang – zang, toetsinstrumenten
- Kalle Wallner – gitaar
- Markus Jehle – toetsinstrumenten
- Werner Taus – basgitaar
- Marc Turiaux – slagwerk

Met
- Manfred Feneberg (percussie) op The fisherman.

## Muziek
Alles door Lang en Wallner

| Nr. | Titel                                                                                    | Duur  |
| --- | ---------------------------------------------------------------------------------------- | ----- |
| 1.  | Transformer                                                                              | 2:15  |
| 2.  | We are what we are (The keeper)                                                          | 9:16  |
| 3.  | Beyond man and time (The blind)                                                          | 6:28  |
| 4.  | Unchain the earth (The scientist)                                                        | 7:06  |
| 5.  | The ugliest man in the world (The ugly)                                                  | 7:49  |
| 6.  | The road of creatio (The creator)                                                        | 6:19  |
| 7.  | Somewhere in between (The dream of saying yes)                                           | 2:04  |
| 8.  | The shadow                                                                               | 5:57  |
| 9.  | The wise in the desert (1.The wise in the desert; 2.The silenced song)                   | 5:39  |
| 10. | The fisherman (1. High as a mountain part 1; 2. The abyss; 3. High as a mountain part 2) | 16:19 |
| 11. | The noon (The eternal moment of return)                                                  | 3:59  |